# 니콜라스 페도르
니콜라스 라디슬라로 페도르 플로레스(스페인어: Nicolás Ladislao Fedor Flores, 1985년 8월 19일 ~ )는 미쿠(Miku)라는 이름으로 알려져 있는 베네수엘라의 축구 선수이다.